# Marcel Deslauriers
Marcel Deslauriers (Montreal, 22 juli 1905 – aldaar, 4 juni 1988) was een Canadees dammer.
Hij veroverde in 1956 de wereldtitel in het toernooi dat hij ongeslagen speelde met negen overwinningen, negen remises en geen verliespartijen. Twee jaar later, in 1958 verloor hij van Iser Koeperman een match om zijn wereldtitel te prolongeren met 18-22. Deslauriers moest het voornamelijk van zijn inzicht hebben, de Canadees kende weinig (Nederlandse en Franse) theorie. Op het gebied van theorie waren andere spelers van zijn tijd dus ook beter.
Ook is er een damcombinatie naar Marcel Deslauriers genoemd, de Coup Deslauriers.
1885-1894 Dussaut · 1895 Leclercq · 1899-1911 Weiss · 1912-1912 Molimard · 1912 Hoogland · 1925 Bizot · 1926, 1931-1932 Fabre · 1928 Springer · 1933-1938 Raichenbach · 1945, 1947 Ghestem · 1948-1954 Roozenburg · 1956 Deslauriers · 1958, 1959, 1961, 1963, 1965, 1967, 1974 Koeperman · 1960, 1964 Sjtsjogoljev · 1963 Sy · 1968-1971 Andreiko · 1972, 1973 Sijbrands · 1976, 1977, 1981, 1983-1984 Wiersma · 1978, 1980, 1984, 1985 Gantvarg · 1982 Van der Wal · 1986, 1987 Dybman · 1988-1993, 1995, 1996, 2001, 2005 Tsjizjov · 1994 Valneris · 1998, 2007, 2009, 2017, 2021 Sjvartsman · 2003-2004, 2006, 2011-2015, 2019 Georgiejev · 2016, 2018, 2022 Boomstra · 2023 Anikejev